# Тома Ванђел
Тома Ванђел (Алистратик, 1834 — Београд, 9. јул 1906) је био српски трговац и добротвор.
Тома Ванђел је рођен 1834. године у месту Алистратик у Македонији. Био је аромунског порекла. Почетком шездесетих година 19. века доселио се у Београд, где отвара продавницу и магацин и бави се трговином дувана. Посао му је добро ишао, те је касније поседовао још једну продавницу и два хотела. Био је учесник и сведок поводом догађаја на Чукур чесми 1862. године и Српско-турским ратовима (1876—1878) као топџија. Није се женио али је усвајао и помагао сиромашну децу. Преминуо је у бањи Ројч у Штајерској од можданог удара и сахрањен је у Београду.

## Задужбинар
Као истакнути добротвор српској православној цркви у Солуну завештао је 1.000 динара у злату, а већи део имовине наменио је Српском трговачком друштву за оснивање Фонда Ванђела Томе. Фонд је помагао школовање сиромашних српских и грчких ученика из Македоније. Располагао је са 40.000 динара и зградом хотела Булевар. Фонд је сваке године опремао одећом, обућом и школовао између 40 и 60 сиромашних ђака. Поред других доброчинстава његова жеља је била да се обележи место страдања на Чукур чесми 1862. године. За ту сврху оставио је 100 дуката у залту да се на простору између хотела Булевар и Народног позоришта подигне споменик браниоцима Београда. Услов је био да споменик изради домаћи вајар. После бројних компликација, 1931. године откривен је споменик на углу улица Добрачине и Јованове, за кога је скулптуру Дечака са поломљеним крчагом извајао Симеон Роксандић.